# Ready an' Willing (singolo)
Ready an' Willing, o Ready an' Willing (Sweet Satisfaction) è una canzone del gruppo musicale britannico Whitesnake, pubblicata come secondo singolo dall'album Ready an' Willing nel 1980. 

## Composizione
Scritta da David Coverdale, Micky Moody, Neil Murray, Jon Lord e Ian Paice, la canzone è un classico degli Whitesnake, che ha fatto parte del loro repertorio dal vivo e compare nel loro live Live...In the Heart of the City
.
Il lato B del singolo contiene Nighthawk (Vampire Blues), sempre tratto da Ready an' Willing, e la breve e We Wish You Well dall'album Lovehunter, un pezzo piano-voce dalle tinte gospel utilizzato a lungo per chiudere i concerti del gruppo.
Il singolo ha raggiunto la posizione numero 43 nelle classifiche inglesi.

## Tracce
Edizione EP da 7" per il Regno Unito (United Artists Records – BP 363, Sunburst – BP 363)
1. Ready An' Willing (Sweet Satisfaction) – 3:42 (Coverdale, Paice, Lord, Moody, Murray)
2. Nighthawk (Vampire Blues) – 3:30 (Coverdale, Marsden)
3. We Wish You Well – 1:32 (Coverdale)

## Formazione
- David Coverdale – voce
- Micky Moody – chitarre
- Bernie Marsden – chitarre
- Neil Murray – basso
- Jon Lord – tastiere
- Ian Paice – batteria